# Криоэлектронная микроскопия

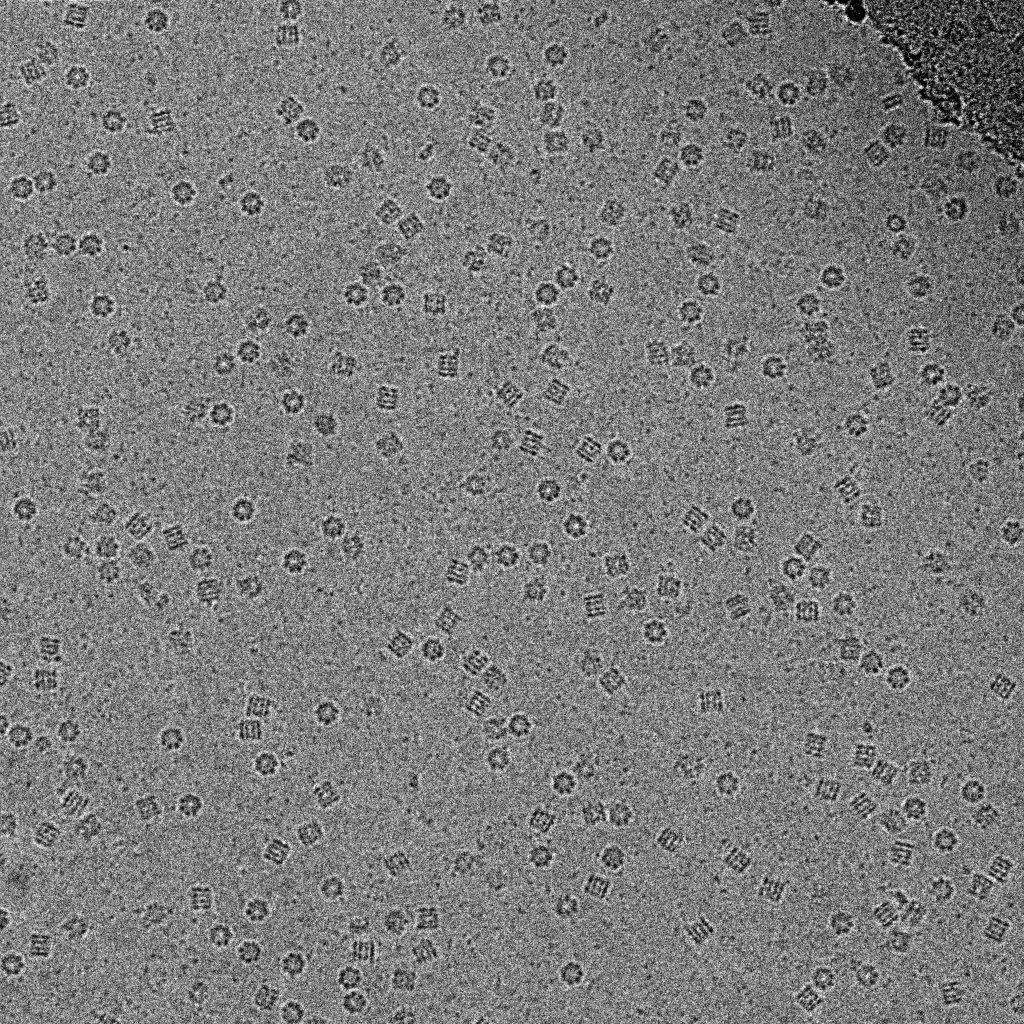
Криоэлектронное изображение белков GroEL, суспендированных в аморфном льду при увеличении в 50 000 раз

Криоэлектронная микроскопия (крио-ЭМ, англ. cryo-EM) или электронная криомикроскопия — это форма просвечивающей электронной микроскопии (ПЭМ, англ. TEM), в которой образец исследуется при криогенных температурах (обычно в жидком азоте). КриоЭМ набирает популярность в структурной биологии, так как позволяет наблюдать за образцами, которые не были окрашены или каким-либо образом зафиксированы, показывая их в их родной среде. Это контрастирует с рентгеновской кристаллографией, которая требует кристаллизации образца, что может быть затруднено, и помещать их в нефизиологические среды, что может иногда приводить к функционально несоответствующим конформационным изменениям.
Разрешение крио-ЭМ-карт неуклонно улучшается, и в 2014 году были получены структуры с почти атомарным разрешением, в том числе вирусы, рибосомы, митохондрии, ионные каналы и ферментные комплексы, всего 170 кД при разрешении 4,5 Å. Бриджит Каррагер и её коллеги из Национального ресурса Scripps для автоматизированной молекулярной микроскопии использовали методы, которые она и Клинт Поттер разработали для создания первого в структурной биологии изображения криоэлектронной микроскопии с разрешением менее 3 ангстрем, тем самым повысив значение крио-ЭМ как инструмента, отныне сопоставимого с и потенциально превосходящего традиционные методы рентгеновской кристаллографии. В июне 2015 года была опубликована карта 2,2 Å бактериального фермента бета-галактозидазы. Версия электронной криомикроскопии представляет собой криоэлектронную томографию (CET), в которой трёхмерная реконструкция образца создаётся с наклонным 2D-изображением.
Нобелевская премия по химии 2017 года была присуждена Жаку Дубоше, Иоахиму Франку и Ричарду Хендерсону «за разработку криоэлектронной микроскопии для определения структуры биомолекул с высоким разрешением в растворе».

## Развитие
Первоначально криоэлектронную микроскопию намеревались использовать как средство борьбы с радиационным повреждением биологических образцов. Количество излучения, необходимое для сбора изображения образца в электронном микроскопе, достаточно велико, чтобы стать потенциальным источником повреждения образца для деликатных структур. Кроме того, высокий вакуум, необходимый для колонны электронного микроскопа, делает среду для образца довольно жёсткой.
Проблема вакуума была частично решена введением негативного окрашивания, но даже с ним биологические образцы оказывались подвержены структурному коллапсу при обезвоживании образца. Возможность погружения образцов во льду ниже температуры сублимации рассматривалась ещё на раннем этапе, но вода при замерзании имеет тенденцию располагаться в кристаллической решётке с меньшей плотностью, и это может разрушить структуру всего, что встроено в неё.
В начале 1980-х годов несколько групп, изучающих физику твёрдого тела, пытались производить стекловидный лёд различными способами, такими как замораживание под высоким давлением или мгновенное замораживание. В оригинальной статье 1984 года группа во главе с Жаком Дубоше из Европейской лаборатории молекулярной биологии показала изображения аденовируса, внедрённого в остеклованный слой воды. Эта статья, как правило, рассматривается как источник происхождения криоэлектронной микроскопии, и этот метод был разработан настолько, что стал стандартным во многих лабораториях по всему миру.
Энергия электронов, используемых для получения изображения (80-300 кВ), достаточно высока, чтобы ковалентные связи можно было разрушить. При визуализации образцов, подверженных радиационному повреждению, необходимо ограничить электронную экспозицию, используемую для получения изображения. Эти низкие экспозиции требуют, чтобы изображения тысяч или даже миллионов одинаковых замороженных молекул были выбраны, выровнены и усреднены для получения карт высокого разрешения с использованием специализированного программного обеспечения. Значительное улучшение структурных особенностей было достигнуто в 2012 году благодаря внедрению детекторов прямых электронов и лучшим вычислительным алгоритмам.

## Биологические образцы
Тонкая плёнка
Биологический материал распределяется по сетке электронной микроскопии и сохраняется в замороженном гидратированном состоянии быстрым замораживанием, обычно в жидком этане при температуре жидкого азота. Поддерживая образцы при температуре жидкого азота или более холодном состоянии, их можно вводить в высоковакуумный режим колонки электронного микроскопа. Большинство биологических образцов чрезвычайно чувствительны к радиации, поэтому они должны быть отображены с использованием малых доз (полезно, низкая температура криоэлектронной микроскопии обеспечивает дополнительный защитный фактор от радиационного повреждения).
Следовательно, изображения очень шумные. Для некоторых биологических систем возможно усреднить изображения для увеличения отношения сигнал / шум и извлечения информации с высоким разрешением относительно образца с использованием методики, известной как анализ одиночных частиц. Этот подход в общем требует, чтобы усредняемые величины были идентичными, хотя теперь может быть изучена некоторая ограниченная конформационная гетерогенность (например, рибосома). Трёхмерные реконструкции из крио-ЭМ изображений белковых комплексов и вирусов были решены до субнаномного или близкого к атомному разрешению, что позволило получить новое понимание структуры и биологии этих больших сборок.
Анализ упорядоченных массивов белка, таких как двумерные кристаллы трансмембранных белков или спиральных массивов белков, также позволяет усреднение, которое может обеспечить информацию с высоким разрешением относительно образца. Этот метод называется электронной кристаллографией.
Стекловидное сечение
Метод тонкой плёнки ограничен тонкими образцами (обычно <500 нм), поскольку электроны не могут пересекать более толстые образцы без многократных событий рассеяния. Более толстые образцы могут быть остеклованы путём замораживания погружением (криофиксация) в этане (толщиной до десятков мкм) или более часто при замораживании под высоким давлением (до сотен мкм). Затем они могут быть разрезаны на тонкие срезы (толщиной от 40 до 200 нм) алмазным ножом в криолетрамикротоме при температурах ниже −135 ° C (температура расстекловывания). Сечения собираются на сетке электронного микроскопа и отображаются так же, как образец, остеклованный в тонкой плёнке. Этот метод называется криоэлектронной микроскопией стекловидных сечений (CEMOVIS) или криоэлектронной микроскопией замороженных гидратированных срезов.

## Образцы материалов
В дополнение к тому, чтобы визуализировать витрифицированные биологические образцы, крио-ЭМ может также использоваться для изображения образцов материалы, которые являются слишком летучими в вакууме, для получения изображения с использованием стандартной электронной микроскопии при комнатной температуре. Например, остеклованные участки раздела жидкость-твердое тело могут быть извлечены для анализа крио-ЭМ, а сера, которая подвержена сублимации в вакууме электронных микроскопов, может быть стабилизирована и отображена в крио-ЭМ .

## Методы
В криоэлектронной микроскопии можно использовать множество методов. Популярные методы:
1. Электронная кристаллография

- Анализ двумерных кристаллов
- Анализ спиральных нитей или трубок

1. Анализ отдельных частиц
2. Криоэлектронная томография
3. MicroEd